# Stefano Cassetti
Stefano Cassetti (Brescia, 4 settembre 1974) è un attore italiano.

## Biografia
Stefano Cassetti nasce a Brescia, e dopo il liceo si trasferisce a Milano per sette anni. Nel 1999 si laurea in Disegno industriale presso il Politecnico di Milano. Insegnante, nel 2000 inizia la carriera di attore a Parigi come protagonista del film francese Roberto Succo del regista Cédric Kahn e che l'anno seguente viene selezionato al Festival di Cannes nella competizione ufficiale, valendogli la candidatura ai Premi César 2002 come migliore promessa maschile.
Da allora inizia a lavorare in film e serie televisive in Francia, Italia e Germania. Si ricordano tra gli altri Nemmeno il destino di Daniele Gaglianone e Il resto della notte di Francesco Munzi. Nel 2007 prende parte alla serie televisiva francese La Commune di Jacques Audiard prodotta da Canal+. Nel 2010 partecipa al primo film di Katell Quillévéré, Un Poison violent. L'anno successivo è protagonista dell'opera prima di Estelle Larrivaz, Le Paradis des bêtes. Nel 2013 è protagonista de Il terzo tempo di Enrico Maria Artale e in Giovane e bella di François Ozon. Nel 2014 interpreta il diavolo nel remake omonimo di Rosemary's Baby, miniserie televisiva americana di Agnieszka Holland per la NBC.
Nel 2017 partecipa alla serie francese Black Spot e a Spiral, oltre al film di Valeria Bruni Tedeschi I villeggianti. Nel 2018 torna a Cannes con l'opera prima di Vanessa Filho Gueule d'Ange, selezionato per la Caméra d'or di Un Certain Regard. Nel 2017 arriva il suo primo ruolo leggero nella commedia bollywoodiana L'incredibile viaggio del fachiro di Ken Scott. Dopo una breve parentesi nel teatro tedesco presso il Volksbühne di Berlino con la regia del cineasta catalano Albert Serra, torna nei panni del cattivo nella serie italiana Un passo dal cielo. Nel 2019 veste i panni del padre di Franco Nero nel film tedesco Il caso Collini, regia di Marco Kreuzpaintner, tratto dal bestseller omonimo di Ferdinand von Schirach. Nel 2020 partecipa alla serie Netflix Into the Night, scritta dal produttore Jason George e ispirata al romanzo polacco di fantascienza Starość aksolotla scritto da Jacek Dukaj. Nel 2024 partecipa alla serie Netflix Anthracite, interpretando il ruolo del leader della setta Caleb Johansson, protagonista della serie tv.

## Filmografia

### Cinema
- Roberto Succo, regia di Cédric Kahn (2001)
- Adrenalina blu - La leggenda di Michel Vaillant (Michel Vaillant), regia di Louis-Pascal Couvelaire (2003)
- Sulla mia pelle, regia di Valerio Jalongo (2003)
- Il giorno del falco, regia di Rodolfo Bisatti (2004)
- Nemmeno il destino, regia di Daniele Gaglianone (2004)
- Poltergay, regia di Éric Lavaine (2006)
- Alieno, regia di Mauro J. Capece e Pierpaolo Moio (2007)
- Cowboy Angels, regia di Kim Massee (2007)
- Par suite d'un arret de travail du personnel, regia di Frédéric Andrei (2008)
- La joconde a disparu, regia di F. Lunel, Francia (2008)
- Il resto della notte, regia di Francesco Munzi (2008)
- Un poison violent, regia di Katell Quillévéré (2010)
- Noi credevamo, regia di Mario Martone (2010)
- Sette opere di misericordia, regia di Gianluca e Massimiliano De Serio (2011)
- Le paradis des bêtes, regia di Estelle Larrivaz (2012)
- Michel Kohlhaas, regia di Arnaud des Pallières (2012)
- Il terzo tempo, regia di Enrico Maria Artale (2013)
- Giovane e bella (Jeune et jolie), regia di François Ozon (2013)
- Vinodentro, regia di Ferdinando Vicentini Orgnani (2013)
- Rosenn, regia di Yvan Le Moine (2013)
- Outside the Box, regia di Philip Koch (2015)
- Fünf Frauen, regia Olaf Krämer (2016)
- Il sogno di Francesco, regia di Renaud Fely e Arnaud Louvet (2016)
- L'incredibile viaggio del fachiro (The Extraordinary Journey of the Fakir), regia di Ken Scott (2018)
- I villeggianti (Les Estivants), regia di Valeria Bruni Tedeschi (2018)
- Angel Face, regia di Vanessa Filho (2018)
- Il caso Collini (Der Fall Collini), regia di Marco Kreuzpaintner (2019)
- Connemara, regia di Isild Le Besco (2021)

### Televisione
- Beau Masque – film TV (2005)
- Liberata – film TV (2005)
- La Commune – serie TV (2007)
- L'arche de Babel – film TV (2008)
- Riens dans les poches – film TV (2009)
- Rosemary's Baby – miniserie televisiva (2014)
- Weihnachten Für Anfänger – film TV (2014)
- Non uccidere – serie TV (2015)
- Maria Mafiosi – film TV (2016)
- Spiral – serie TV (2017)
- Black Spot (Zone Blanche) – film TV (2017)
- Un passo dal cielo – serie TV (2019)
- Into the Night – serie TV (2020)
- Harter Brocken – film TV (2020)
- Germinal – miniserie TV (2021)
- Pamela Rose – serie TV (2023) : il cardinale (episodio 7)
- Anthracite - serie TV (2024)

## Doppiatori
- Francesco Bulckaen per Into The Night